# Mann Gulch

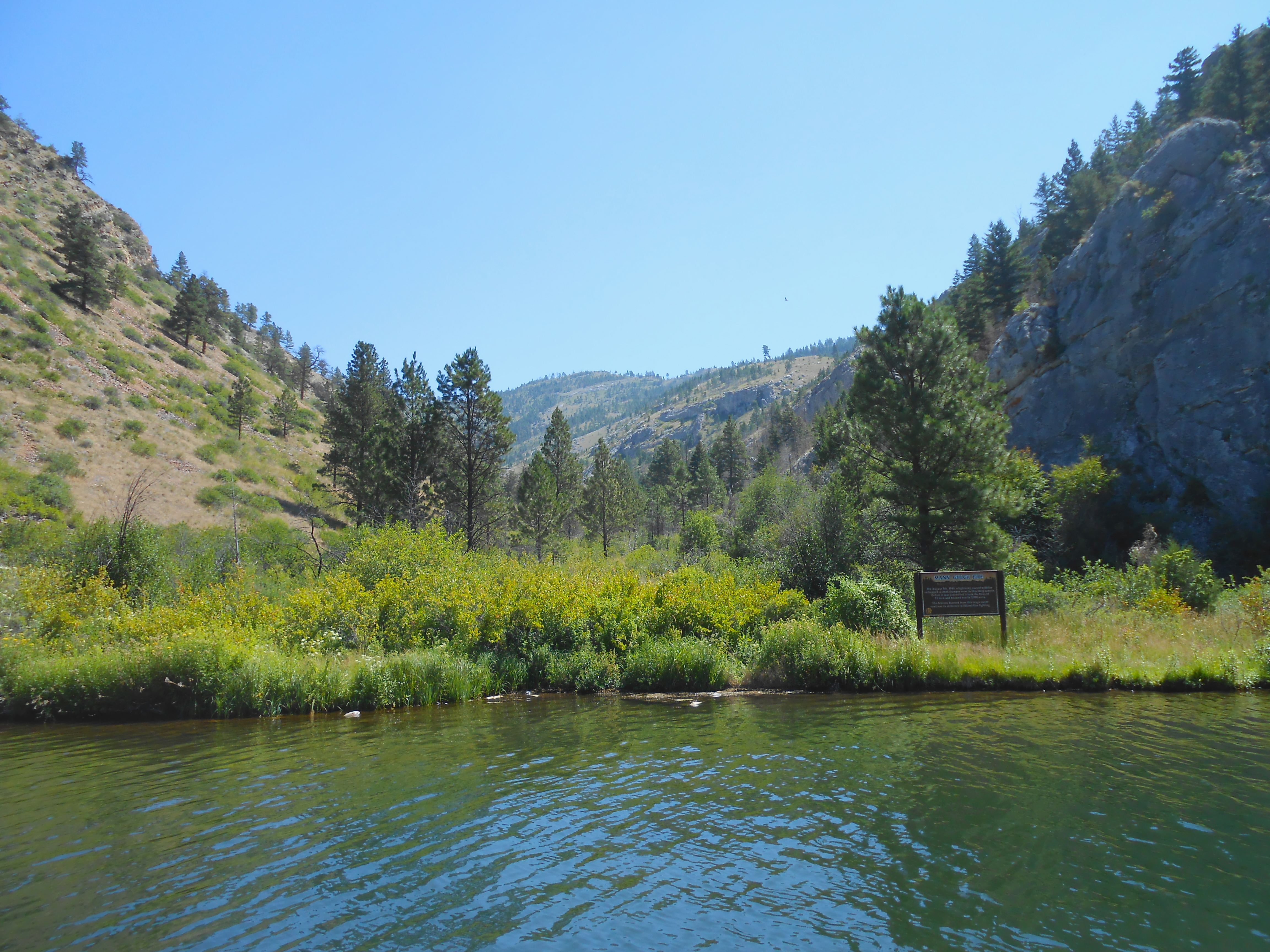
Panoramica di Mann Gulch

Il Mann Gulch è una vallata sulle rive del fiume Missouri nello stato del Montana, negli Stati Uniti d'America.

## Storia
La vallata è nota per essere stata teatro di un incendio il 5 agosto 1949 dove persero la vita 13 smokejumper (vigili del fuoco paracadutisti del corpo forestale federale), sui 16 intervenuti.
In seguito a tale evento, venne accertato che l'incendio ha travolto, in dieci minuti, 3000 acri di terreno.
Lo studio dell'incendio di Mann Gulch ha portato a rivedere le tecniche utilizzate dai forestali per controllare tali eventi e garantire una maggiore sicurezza dei soccorritori.